# Chimbu

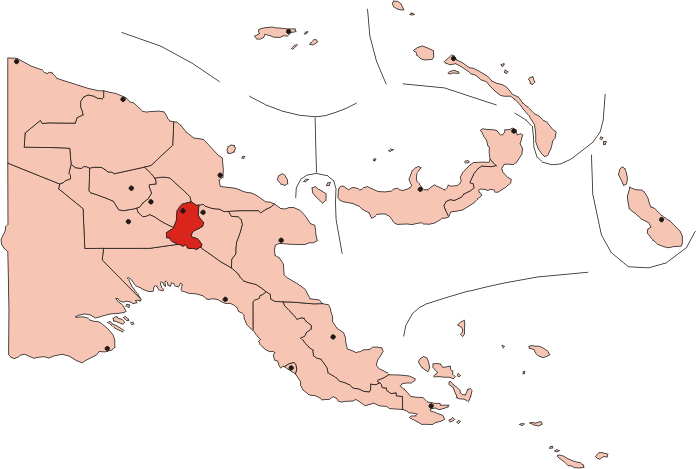
Poloha Chimbu na mapě Papuy Nové Guineje

Chimbu (též Simbu) je jedna z provincií Papuy Nové Guineje. Má plochu zhruba 6100 čtverečních kilometrů a podle sčítání v roce 2000 měla 259 703 obyvatel. Hlavní město je Kundiawa.
Na hranici provincie se nachází nejvyšší hora Papuy Nové Guineje, Mount Wilhelm.